# Квабга
Квабга (груз. ქვაბღა) — село в Грузії.
За даними перепису населення 2014 року в селі проживає 329 осіб.